# KTW-Hochhäuser
Die KTW-Hochhäuser (Eigenschreibweise „.KTW“, polnisch Biurowce .KTW) sind ein Bürokomplex in Katowice, Woiwodschaft Schlesien, Polen. KTW II ist mit 134 Metern Höhe das höchste Gebäude der Stadt, KTW I ist 66 Meter hoch. Der Gebäudekomplex wurde zwischen 2016 und 2022 errichtet.
Die KTW-Hochhäuser stehen im Süden des Stadtbezirks Koszutka (deutsch Kossutka) an der Aleja Walentego Roździeńskiego 1 und sind Teil der Bebauung rund um den Platz Rondo Generała Jerzego Ziętka am Nordende der Innenstadt. Nördlich angrenzend liegen die Arena Spodek und das Internationalen Kongresszentrums (MCK). Quer auf der anderen Seite des Platzes erhebt sich das Wohnhochhaus Superjednostka (61 Meter, 15 Etagen), etwas südlich das Altus-Hochhaus (125 Meter, 30 Etagen). Östlich der KTW-Hochhäuser, durch eine Straße getrennt, liegt der Neubau des Nationalen Symphonieorchesters des Polnischen Rundfunks, dahinter das Schlesische Museum.

## Geschichte
Von 1974 bis 2015 stand an dieser Stelle das DOKP-Hochhaus, das nach aufgegebenen Umbauplänen 2015 abgebrochen wurde.
Nachdem 2018 der Bau des Hochhauses KTW I vollendet worden war, wurde von 2019 bis 2022 das doppelt so hohe KTW II erbaut.

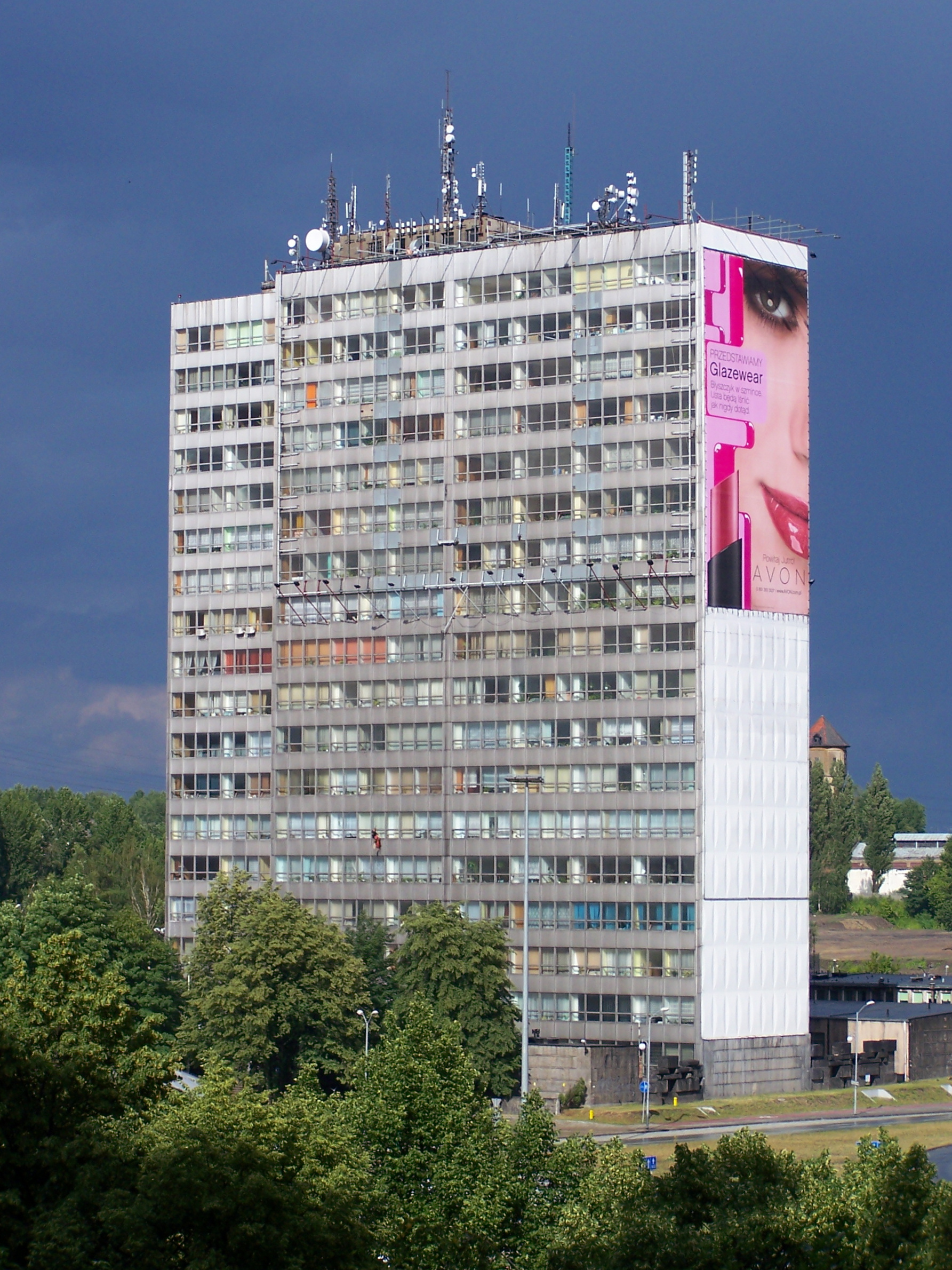
DOKP-Hochhaus, 2007
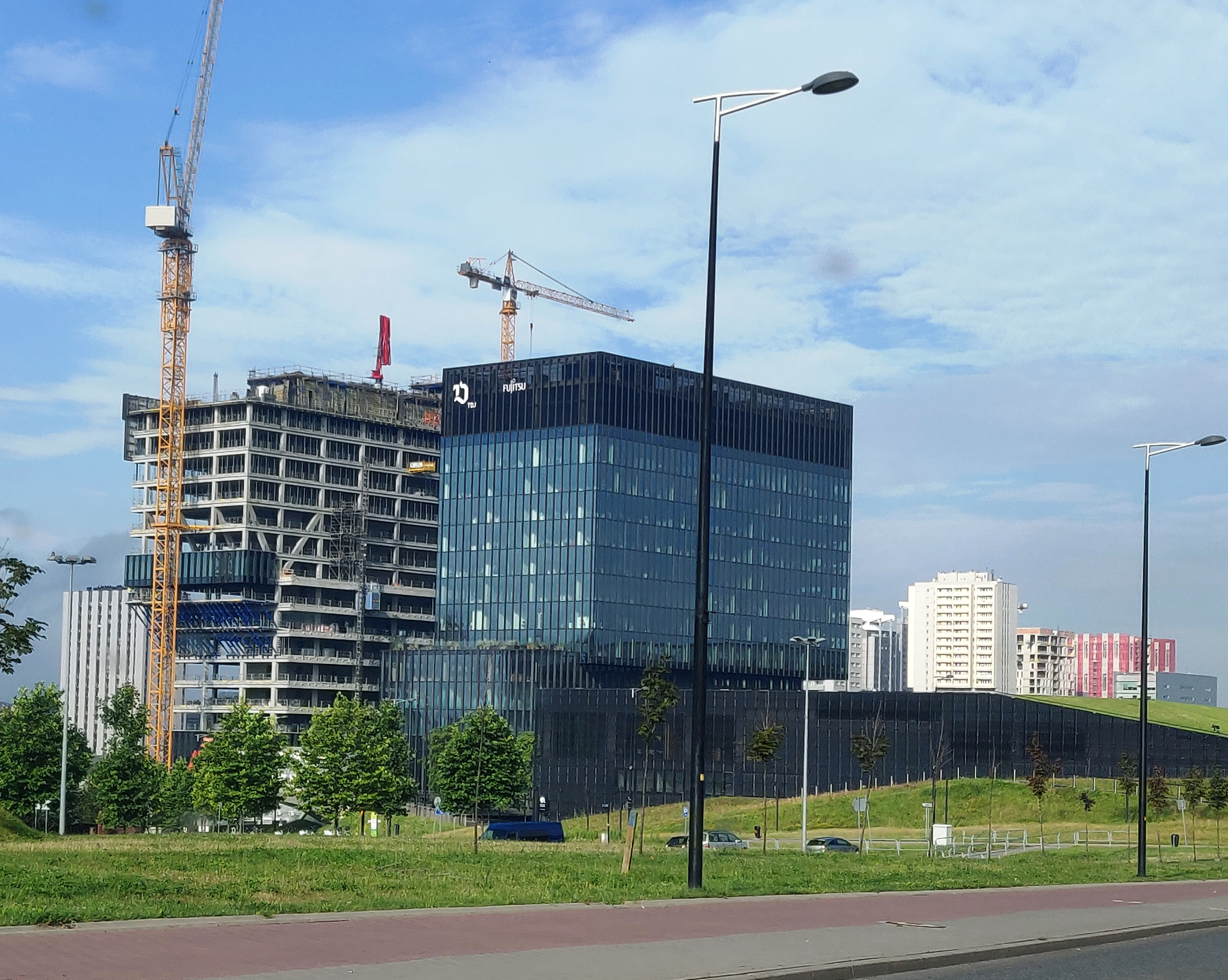
Juli 2020
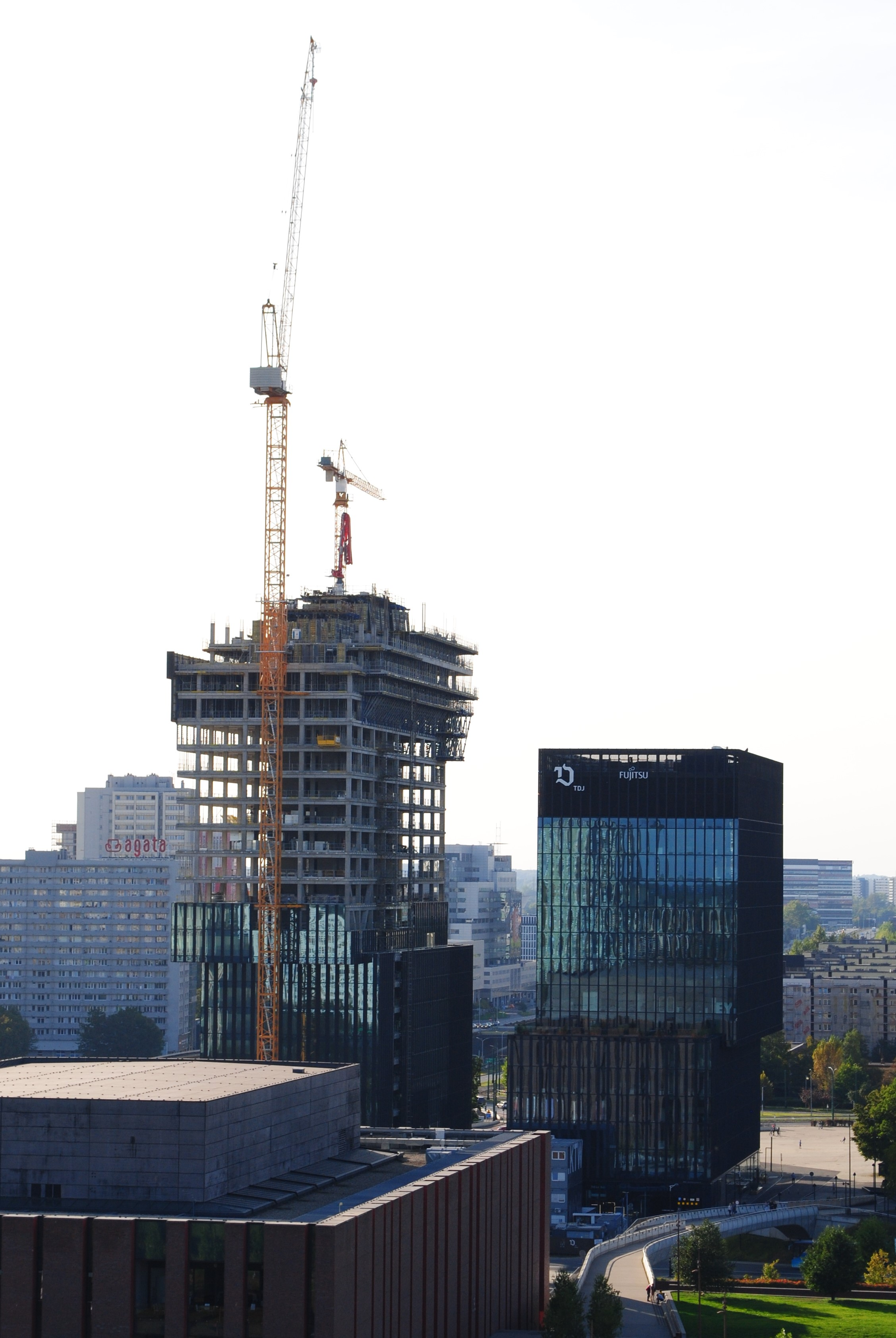
September 2020
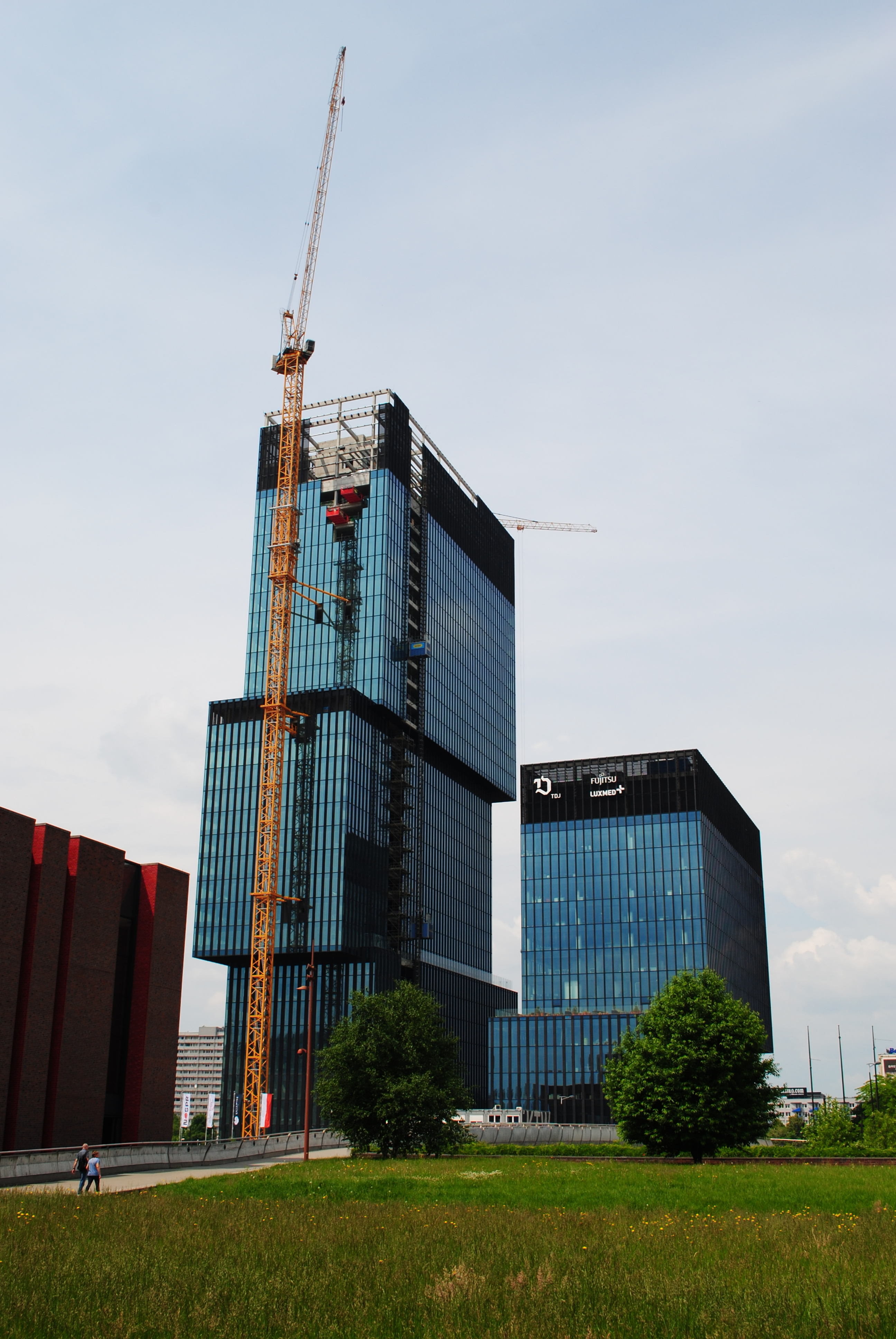
Juni 2021
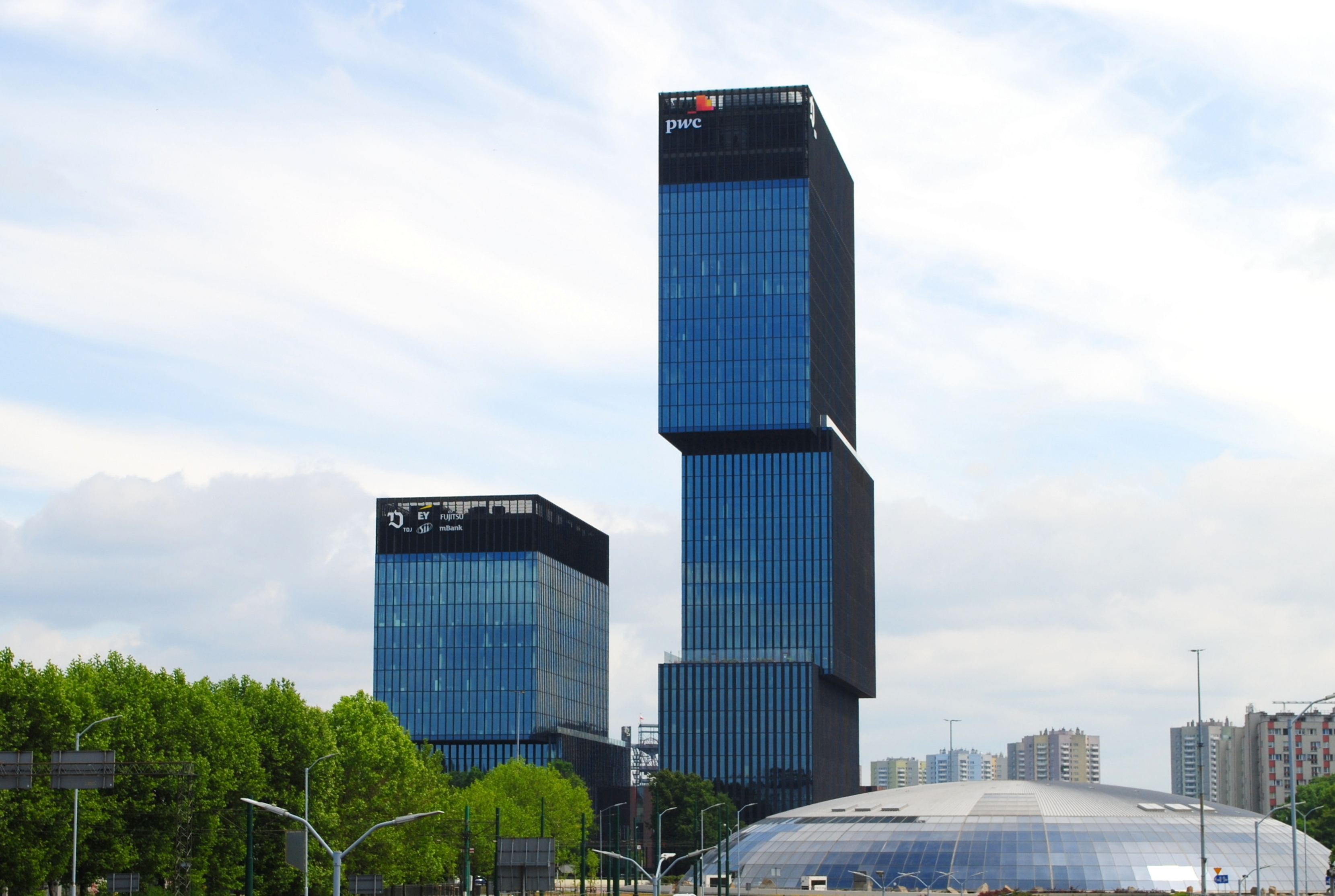
Juni 2023